# لكتاز
اللَّكتاز أو اللَّبنَاز أنزيمة في المعى الدقيق وفي الكبد والكليتين تساعد على تحويل اللَّكتوز إلى غلوكوز. يُفرَز عندما تستهلك الثدييات الحليب، حيث أنه العنصر الرئيس في عملية هضم الحليب لديها.